# Neal Schon
Neal Joseph Schon (Oklahoma, 27 de febrero de 1954) es un guitarrista estadounidense, conocido por pertenecer a la banda de AOR Journey.

## Carrera
Su primera incursión en la música la realizó al lado del guitarrista Carlos Santana, en su disco Santana III en 1971 a los 17 años. En 1973 formó la banda Journey.
A la fecha cuenta con 5 discos como solista y 14 con la banda Journey. También ha hecho colaboraciones con artistas como Sammy Hagar, Paul Rodgers y Jeff Scott Soto, hizo parte del super-grupo Bad English. También participó en los proyectos Piranha Blues y Black Soup Cracker.
En 1985 participó de Hear n' Aid, una reunión promovida por Ronnie James Dio y sus músicos, que buscaba recaudar fondos para mitigar el hambre en África. Junto a él estuvieron, entre muchos otros, guitarristas como Yngwie Malmsteen, George Lynch y Vivian Campbell.

## Discografía
- Untold Passion - Hammer & Schon (1981)
- Here to Stay - Hammer & Schon (1982)
- Late Nite (1989)
- Beyond the Thunder (1995)

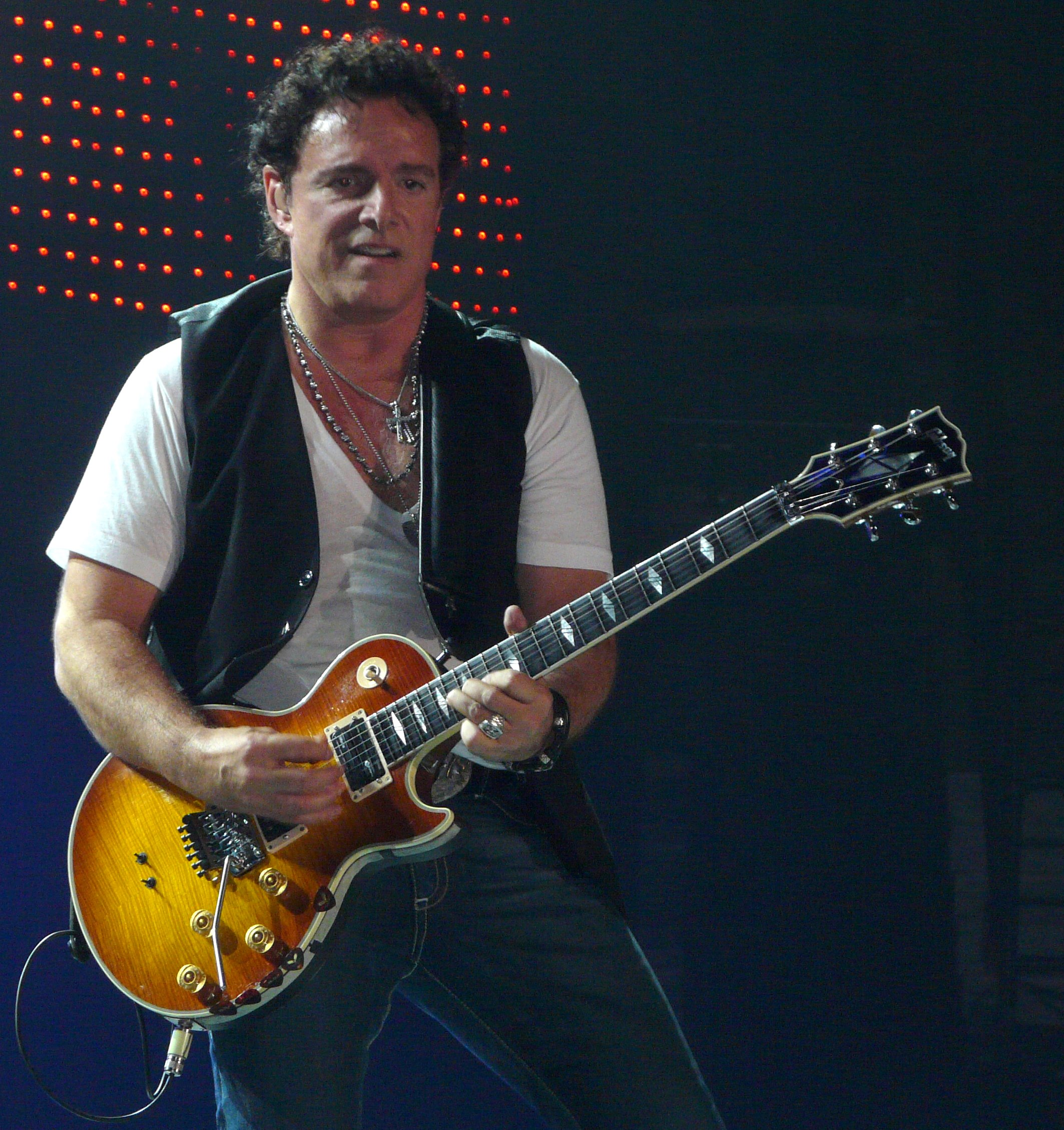
Schon tocando con Journey en 2008.

- Abraxas Pool – Abraxas Pool (1997)
- Electric World (1997)
- Piranha Blues (1998)
- Neal Schon & Jan Hammer Collection: No More Lies (1998)
- Voice (2001)
- I on U (2005)
- The Calling (2012)
- So U – Neal Schȍn Featuring Mendoza & Castronovo (2014)
- Vortex (2015)
- Universe (2020)